# Augustin-Jean Moreau-Vauthier
Pour les articles homonymes, voir Moreau-Vauthier, Moreau et Vauthier.
Jean Augustin Moreau, dit Augustin Moreau-Vauthier, né le 8 mai 1831 à Paris, où il est mort dans le 6e arrondissement le 16 janvier 1893, est un sculpteur français. 

## Biographie
Moreau-Vauthier entre à l'École des beaux-arts de Paris en 1850 dans l'atelier du sculpteur Armand Toussaint. Il débute au Salon de 1857. Il se spécialise dans les figures allégoriques et mythologiques. Il exécute également des décorations pour l'église Saint-Bernard de la Chapelle, l'église Saint-Joseph, le palais des Tuileries et l'hôtel de ville de Paris. Il envoie trois sculptures à la World Columbian Exposition de Chicago en 1893.
Il est le père du peintre et écrivain Charles Moreau-Vauthier  et du sculpteur Paul Moreau-Vauthier. Ernest Dagonet avait épousé sa fille.
Un musée lui est consacré dans la demeure construite par son fils Paul à Boulogne-Billancourt ; Le buste de sa femme née Vauthier, en majesté et en terre cuite, figure dans ce musée.
Il meurt subitement des suites d'une congestion qu'il avait eu dans son atelier de la rue Notre-Dame-des-Champs. Ses obsèques sont célébrées dans l'église Notre-Dame-des-Champs de Paris. Il repose au cimetière du Père-Lachaise (Division 14), à Paris.

## Distinctions
- Chevalier de la Légion d'honneur (décret du 9 août 1877).

## Collections publiques
- Caen, musée des Beaux-Arts de Caen, Baigneuse, 1866, marbre (œuvre détruite en 1944)
- Nantes, château des ducs de Bretagne : Néréïde, vers 1875, marbre
- Paris, hôtel de ville :
  - Le Génie civil, 1881
  - Molière, 1882
- Paris, cimetière du Père-Lachaise : buste en marbre d'Alfred Chauchard devant sa chapelle funéraire (63e Division)
- Paris, musée d'Orsay[6] :
  - Petit buveur, 1869, marbre
  - Fortune, vers 1878, marbre
  - Andromède, 1885, marbre
  - Pifferaro, bronze
  - Bacchante couchée, 1892, marbre
- Musée des Beaux-Arts de Rennes : La Fortune, vers 1878, plâtre (œuvre détruite)[7]